# Phénicol
 (mars 2023).
Si vous disposez d'ouvrages ou d'articles de référence ou si vous connaissez des sites web de qualité traitant du thème abordé ici, merci de compléter l'article en donnant les références utiles à sa vérifiabilité et en les liant à la section « Notes et références ».

Chloramphénicol, un phénicol

Les phénicols constituent une famille d'antibiotiques, dont les molécules très simples contiennent une fonction phénylpropanoïde. Ils ont un spectre d'action très large, mais les résistances sont nombreuses et ont de nombreux effets secondaires, entre autres un risque d'agranulocytose. Ces molécules ciblent la peptidyltransférase de la sous-unité 50S du ribosome bactérien.
Ces molécules sont aujourd'hui synthétisées par les chimistes organiciens. Il s'agit principalement du chloramphénicol, Florfénicol, et du thiamphénicol.  
En Belgique, ils sont interdits en usage interne, de même qu'en usage vétérinaire (le florfénicol est cependant fortement utilisé dans la domaine agroalimentaire pour les animaux destinés à la production de denrées alimentaires).